# Trívio

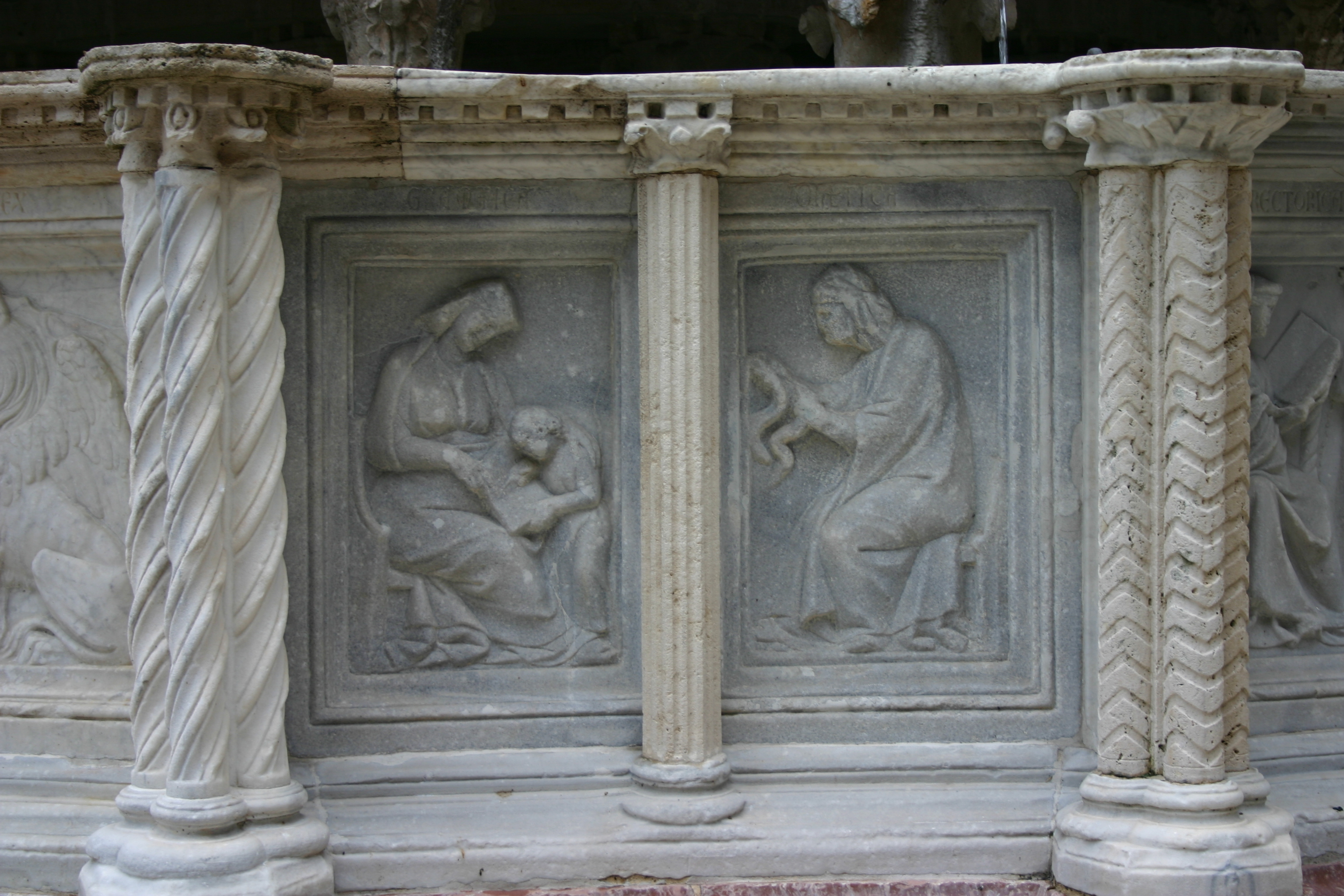
Alegoria da Gramática e da Lógica/Dialética. Perugia, Fontana Maggiore

Trívio (em latim: Trivium, de tres: três e vía: caminho) era, na Idade Média, o conjunto de três matérias ensinadas nas universidades no início do percurso educativo: gramática, dialética e retórica. O trívio representa três das sete artes liberais, as restantes quatro formam o quadrívio: aritmética, geometria, astronomia e música.
O contraste entre os estudos elementares do trívio face aos mais avançados no quadrívio originou a palavra "trivial", adjetivo para caracterizar algo que é básico, simples ou banal.